# Союз українських комбатантів Австралії
Союз Українських Комбатантів Австралії
До Австралії із Західній Європи прибуло у 1948—1951 рр. понад сто учасників визвольних змагань 1917—1921 рр. та дещо більше вояків Дивізії «Галичина», УПА, а також інші військові формації.
Ініціатори — майор Сава Яськевич, полк. Яків Закревський і пор. І. Грушецький, рішають зорганізувати українське вояцтво в комбатантських організаціях і поставити перед ним такі завдання:
1. Плекати традиції визвольних змагань українського народу в його боротьбі за Самостійну Українську Державу — УНР.
2. На лицарських вчинках українських вояків, які в боротьбі з ворогами українського народу склали своє життя, виховувати українську спільноту, переважно молодь, та збуджувати в неї почуття пошани до українського війська й любові до своєї Батьківщини.
3. Допомагати морально і матеріально інвалідам, вдовам і сиротам по полеглих вояках на полі бою та зорганізувати окремий фонд самодопомоги.
4. Нав'язати контакт з комбатантськими організаціями нашої країни поселення й ознайомлювати їх із згубною політикою червоної Москви не лише для України, а для всього світу, в тому числі й для Австралії.
5. Сприяти розвиткові Українських Громад, стаючи її членами, беручи активну участь в їх житті й праці.

У січні 1950 в Мельбурні постав Союз Українських Ветеранів у Вікторії, потім в інших штатах Австралії створилися різні штатові союзи комбатантів. У 1958 виникло Об'єднання Союзів Українських Комбатантів Австралії як координаційне тіло, яке очолило спільна управа. Учасники організації стояли на платформі визнання Української Національної Ради.
В 1960-х роках створилися ради всіх штатах Австралії. Активність цих комбатанських організацій зменшувалася, як зменшувалося і число членів, що відходили з життя, і в 1970-1980-их рр. вони практично припинили своє діяльність. Окремо діють Братство колишніх Вояків 1-ї Української Дивізії Української Національної Армії та Станиця Вояків УПА.

## Члени
До організації Союзу Українських Комбатантів Австралії належали:
Новий Південний Уелс
Григорій Базалицький, Степан Базалицький, Степан Ванчицький, Юрій Голобродський, Микола Густавський, Володимир Дем'яненко, Іван Денис, Дмитро Денисенко, Микола Дехніч, Анатоль Жуківський, Павло Кульчицький, Іван Любчик, М. Левицький, Володимир Романовський, Микола Свідерський, Вадим Тиравський, Сергій Цимбалюк, Сава Якськевич
Вікторія
Гордій Босий, Іван Брозницький, Е. Буштедт, Володимир Буштедт, Й. Вірлик, С. Грабовський, М. Грищук, О. Гриневич, Д. Кондратів, А. Кліоновський, А. Козачинський, О. Мулярчук, Л. Митайлова, М. Малинка, М. Олійник, М. Осідач, І. Сірко, О. Б. Стасишин, В. Соколенко, М. Сувчинський, П. Тимошенко, В. Толінський, В. Федорко, Я. Якубовський
Південна Австралія
І. Бережний, Г. Божок, Б. Бубенко, І. Войцехівський, М. Висоцький, В. Волошин, В. Волошко, М. Гевко, В. Дігтяр, В. Дніпровий, С. Дмитрук, К. Закревський, С. Заелвський, Л. Зозуля, Т. Карпенко, М. Котис, М. Миронюк, Р. Олесницький, С. Писків, Д. Рейда, Д. Скибинецький, Ф. Стефаниця, С. Трусь, С. Трускевич
Західна Австралія
Д. Бутенко, П. Дубина, С. Качулка, І. Любченко, Петро Первухин, Є. Самлучинський, І. Шанівський